# 石原次郎
石原 次郎（いしはら じろう）は、日本の武士（宇都宮藩士）、教育家。
宇都宮藩家老の石原琢磨の次男。安政4年（1857年）に藩主・戸田忠恕の側役となる。慶応元年（1865年）には隠居となった忠恕の側近として仕え、大殿様御広間御番頭に任命される。慶応4年（1868年）の戊辰戦争では忠恕の跡を継いでいた藩主・忠友の妻女を守って避難している。明治2年（1869年）に権少参事に、明治3年（1870年）に少参事に、明治4年（1871年）に廃藩立県事務取扱に任命された。
その後、塩谷郡館野川村に移住し、寺子屋である責善館を開いた。明治6年（1873年）に宇都宮県第7大区5小区戸長に任命される。明治8年（1875年）4月に川崎反町村に春陽館という塾を開いて塾長となった。明治11年（1878年）には春陽館を川崎学校と改称し、その初代校長となる。以後も後進の育成のために教育に尽力したが、明治14年（1881年）10月14日に急死した。死因は急性盲腸炎だったとされる。享年41。
石原は郷里において教育家として信望が厚く、その死は多くの人々に惜しまれ、死後には郷里の人たちによって墓が建立され、寄進金も多く贈られたという。